# ジェシカ・ソト
ジェシカ・ニコル・ソト（Jessica Nicole Soto、女性、1976年11月27日 - ）は、アメリカ合衆国の元プロレスラー。オハイオ州クリーブランド出身。かつて日本に存在した女子プロレス団体「アルシオン」にて「ジェシー・ベネット」、「バイオニックJ」のリングネームで活動した。変則パワー殺法が売りだった。

## 経歴
1995年10月30日、地元クリーブランドでデビュー。
1997年11月、アルシオンのロッシー小川社長と吉田万里子がロサンゼルスのレジー・ベネットを訪ねた際にスカウトされ、1998年2月に体系も似ているレジーの妹というギミックの「ジェシー・ベネット」として初来日。しかし、1年足らずでレジーと離れるため一旦帰国。
帰国後はビジネススクールに通っていたが、1年後に再び来日、1970年代アメリカの人気ドラマ「バイオニック・ジェミー」を捩って「バイオニックJ」として大向美智子、府川唯未、ラスカチョらのビジュアル系ユニット「VIP」に加わった。
2002年、メリッサ、テイラー・マティーニと「USインベーション」を結成してリーダーに就任。江本敦子のデビュー戦の相手も務めた。
2003年のアルシオン解散とともに引退、2年ほど日本に滞在してお台場のカフェに勤務していた。
帰国後はサンノゼに在住し、住宅関連の会社に勤務。
日本でビジネスを成功させたいという夢を持っており、2010年5月頃、日本に在住していたことが判明した。

## 得意技
- ウィプラッシュ
- TOK